# Oppiella neonominata
Oppiella neonominata är en kvalsterart som beskrevs av Subías 2004. Oppiella neonominata ingår i släktet Oppiella och familjen Oppiidae. Inga underarter finns listade i Catalogue of Life.